# Haworthiopsis coarctata
Haworthiopsis coarctata, coneguda abans com Haworthia coarctata, és una espècie suculenta que pertany a la família de les asfodelòidies (Asphodelaceae).

## Descripció
Haworthiopsis coarctata és una espècie d'hàbit bastant columnar, forma una atapeïda roseta de fulles suculentes al voltant d'una tija que, en els exemplars madurs, pot arribar als 20 cm d'alçada. Emet noves plantes voltant de la base, arribant a formar denses masses. Les fulles, alguna mica còncaves i d'àpex punxegut, estan cobertes de petites protuberàncies (tubèrcles) o bandes blanques d'aspecte nacrat. Normalment són de color verd fosc, però les exposades a ple sol poden adquirir tints porpra vermellosos.
La inflorescència és una tija simple, de vegades compost, d'uns 30 cm de llarg. Les petites flors, de color blanc verdós, sorgeixen a la punta, són de forma tubular i amb els tèpals inferiors revoluts.
Es confon freqüentment amb Haworthiopsis reinwardtii, que es troba just a l'est de la seva àrea de distribució natural. No obstant això, H. coarctata té tubercles més petits, més llisos i més arrodonides a les fulles; (els de H. reinwardtii de vegades són més grans, més plans i més blancs) i H. coarctata també sol tenir fulles molt més amples i grosses.

## Distribució i hàbitat
Aquesta espècie es troba predominaantment a la zona sud de Grahamstown, des de prop del riu Fish a l'est fins a prop de Port Elizabeth a l'oest; de la província sud-africana del Cap Oriental. També s'han fet algunes agrupacions al nord de Grahamstown; i s'ha naturalitzat a Mèxic.
En el seu hàbitat natural creix en grans grups, en sòls pedregosos entre roques, a vessants i sovint en situacions exposades.

## Taxonomia
La primera descripció d'Adrian Hardy Haworth com a Haworthia coarctata es va publicar el 1824. El 1812 va situar l'espècie al gènere Haworthia. I el 2013 va situar l'espècie al nou gènere Haworthiopsis per Gordon Rowley
Etimologia
Haworthiopsis: La terminació -opsis deriva del grec ὀψις (opsis), que significa 'aparença', 'semblant' per la qual cosa, Haworthiopsis significa "com a Haworthia", i que honora al botànic britànic Adrian Hardy Haworth (1767-1833).
coarctata: epítet llatí que significa "atapeït".
Varietats acceptades
- Haworthiopsis coarctata var. coarctata.Varietat tipus es troba a la major part de l'àrea de distribució de l'espècie.
- Haworthiopsis coarctata var. adelaidensis (Poelln.) G.D.Rowley, Alsterworthia Int., Special Issue 10: 4 (2013).
- Haworthiopsis coarctata var. tenuis (G.G.Sm.) G.D.Rowley, Alsterworthia Int., Special Issue 10: 4 (2013).[10]

Sinonímia
- Haworthia coarctata Haw., Philos. Mag. J. 66: 301 (1824). (Basiònim/Sinònim substituït)
- Aloe coarctata (Haw.) Schult. & Schult.f. in J.J.Roemer & J.A.Schultes, Syst. Veg., ed. 15 bis 7: 647 (1829).
- Catevala coarctata (Haw.) Kuntze, Revis. Gen. Pl. 2: 707 (1891).
- Haworthia reinwardtii var. coarctata (Haw.) Halda, Acta Mus. Richnov., Sect. Nat. 4(2): 40 (1997).
- Haworthia reinwardtii subsp. coarctata (Haw.) Halda, Acta Mus. Richnov., Sect. Nat. 4(2): 40 (1997).
- Haworthiopsis reinwardtii var. coarctata (Haw.) Breuer, Alsterworthia Int. 16(2): 7 (2016).[11]